# Basicerotini
Basicerotini – plemię mrówek z podrodziny Myrmicinae. Obejmuje 7 opisanych rodzajów.

## Rodzaje
- Basiceros Schulz, 1906
- Creightonidris Brown, 1949
- Eurhopalothrix Brown & Kempf, 1961
- Octostruma Forel, 1912
- Protalaridris Brown, 1980
- Rhopalothrix Mayr, 1870
- Talaridris Weber, 1941